# Adam Wingard
Adam Wingard, född 3 december 1982 i Oak Ridge i Tennessee, är en amerikansk filmskapare. Han har agerat som regissör, producent, manusförfattare, klippare, filmfotograf, skådespelare och kompositör i flera projekt. Bland dessa märks filmerna You're Next, The Guest, Blair Witch, Death Note (2017 års version) och Godzilla vs. Kong.

## Filmografi (urval)

### Film
- 2011 – You're Next
- 2014 – The Guest
- 2016 – Blair Witch
- 2017 – Death Note
- 2021 – Godzilla vs. Kong
- 2024 – Godzilla x Kong: The New Empire

### TV
- 2016 – Outcast (TV-serie)